# Antonio Cubello
Antonio Cubello, o Cubello d'Arborea (Oristano, 1396 – Oristano, 27 aprile 1463), è stato marchese di Oristano, conte del Goceano e signore delle barbagie di Mandrolisai e Ollolai dal 1427 fino alla sua morte.

## Origini
Antonio era figlio primogenito di Leonardo Cubello, figlio di Salvatore d'Arborea e di Costanza Cubello, e della di lui moglie Quirica Deiana, ereditiera sarda.

## Biografia
Trascorse l'infanzia ad Oristano, dove risulta fosse nato. lì visse anche quando suo padre fu insignito del titolo di marchese di Oristano, nel 1410. Dopo la morte di quest'ultimo, Antonio ne raccolse l'eredità, contribuendo economicamente alle spedizioni del suo sovrano, Alfonso V d'Aragona. Proprio per questi servigi, il 14 giugno 1437, Antonio ottenne lo speciale permesso, da parte del re catalano, di trasmettere i propri titoli e feudi anche per linea femminile in caso di mancanza di eredi maschi. Ed infatti così avvenne, visto il fatto che la moglie, Eleonora di Cardona, sposata nella primavera del 1451 all'eccezionale età di cinquantacinque anni, non gli diede alcuna discendenza, né maschile e né femminile. Gli succedette il fratello Salvatore, anch'egli senza figli.